# ミッキー岡野
ミッキー岡野（ミッキーおかの）は、日本の元歌手。昭和41年3月19日、東京都出身。東京ロカビリークラブ所属。

## 経歴・人物
1980年頃から原宿のホコ天にてローラー族として踊っていた事から注目をされるようになり、1982年放送のドラマ『刑事ヨロシク』（TBS）で、刑事たちと対立する虚無層グループの一員としてレギュラー出演し、15歳で芸能界デビュー。その小学生とも思える小柄ながらツッパる姿で原宿のローラー族を中心に人気者となり、番組終了後に『やめてクレ…ROCK'N'ROLL!!』で歌手デビュー。初コンサートは2万人の動員を集めて、同シングルはオリコン最高37位を記録する。その後しばらくはアイドルとして活動し、4枚のシングルと1枚のアルバムを出したが、程なくして芸能界を引退した。芸能界の活動は約1年。人気絶頂期で、武道館コンサートなど先のスケジュールもビッシリ入っている状態だったが「芸能界に未練は無い」「金に群がる大人たちと関わるのはまっぴらゴメン」と、潔く去った。その後も数多のオファーがあるも頑なに出ることを避けている。時折、原宿のローラ族の集まりにOBとして顔を出している。
引退後に死亡説が流れ、『夕やけニャンニャン』（フジテレビ）で電話出演をして健在をアピールしたが、その後は不明。

## テレビ

### ドラマ
- 刑事ヨロシク（1982年、TBS） - ミッキー 役

### バラエティ番組
- 夜のヒットスタジオ（フジテレビ）1982年11月15日初登場。
- 8時だョ!全員集合 （TBS）
- 新宿音楽祭（フジテレビ）
- 夕やけニャンニャン（フジテレビ）電話出演

## ディスコグラフィ

### シングル
1. やめてクレ…ROCK'N'ROLL!/夢見るロンリー（1982年、ラジオシティ）
2. ミッキーのミッドナイト・ツイスト/KISS!いきなり（1983年、ラジオシティ）
3. 薔薇のレジスタンス/グッドバイララバイ（1983年、ラジオシティ）
4. ニャンニャン気分でロックン・ロール/Rock'n'Roll Wonderland（1983年、ポリスター）

### アルバム
1. ミッキー クライマックス（1983年、ラジオシティ）